# Diploclasis balbidophora
Diploclasis balbidophora är en fjärilsart som beskrevs av Diakonoff 1967. Diploclasis balbidophora ingår i släktet Diploclasis och familjen plattmalar. Inga underarter finns listade i Catalogue of Life.